# Parti tartomány

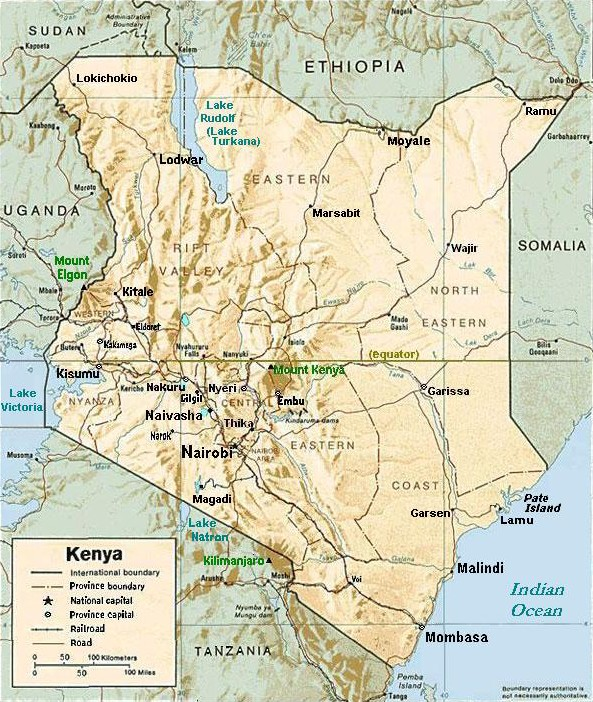
A Parti Tartomány székhelye Mombasza az Indiai-óceán partján.

A Parti tartomány egyike annak a nyolc tartománynak (mkoa) amelyre Kenyát közigazgatásilag felosztották, az Indiai-óceán partján. Központja Mombasza város. Területe 83 603 km², 1999-es adatok szerint népessége 2 487 264 fő. Lakói főleg a midzsikenda és a szuahéli népekhez tartoznak.
Más fontos városai: délen Diani, északon Malinid, Watamu és Lamu. Diani turistaközpont, Mombaszához hasonló pálmafákkal és fehér homokos strandokkal. Malindi az a város, ahol Vasco da Gama vezetőhöz jutott, akinek a segítségével a monszunszelekkel Indiába hajózott.
A terület lakossága független államot szeretne Kenyától, amelynek 1999 óta legfőbb szószólója a Mombaszai Köztársaság Tanácsa.
A tartomány éghajlata nedves trópusi.

## Kerületei
A tartományt a következő hét kerületre (wilaya) osztották:
| Kerület      | Főváros  |
| ------------ | -------- |
| Kilifi       | Kilifi   |
| Kwale        | Kwale    |
| Lamu         | Lamu     |
| Malindi      | Malindi  |
| Mombasza     | Mombasza |
| Taita-Taveta | Wundanyi |
| Tana folyó   | Hola     |